# Diopsiulus insolitus
Diopsiulus insolitus är en mångfotingart som beskrevs av Carl 1941. Diopsiulus insolitus ingår i släktet Diopsiulus och familjen Stemmiulidae. Inga underarter finns listade i Catalogue of Life.